# 李偉涵
李偉涵（1985年8月12日—）台灣作家。陽明高中、東吳大學中文系。網路筆名穆梅。自設有臉書粉絲頁面及私人臉書。
2002年於九歌出版社出版《希望之石》，出版時年齡為16歲。2005年出版《密室逐光》。2013年，與路寒袖共同替桃園縣政府文化局編寫《溪行回春：打開老街溪的回憶之蓋》。
目前主要活動於popo網路文學。

## 著作
九歌文學出版社
- 《希望之石》（２００２年３月１０日出版，目前博客來已下架，已絕版。）
- 《密室逐光》（２００５年１０月１日出版，目前已絕版。）

桃園縣政府文化局
- 《溪行回春：打開老街溪的回憶之蓋》（２０１３年１０月１日與路寒袖合作出版）

創詠堂文化事業有限公司
- 《天照小說家的編輯課》（２０１７年６月１３日出版）

## 相關紀錄
第六屆皇冠大眾小說獎複選入圍　參賽作品：歸去來兮（靛眼傳奇）

## 相關連結
- 九歌作者介紹：李偉涵 （页面存档备份，存于）
- 【誠品好讀】故事說不停：李偉涵 （页面存档备份，存于）
- 李偉涵專訪[]
- 穆梅的中國